# Deadmau5
Joel Thomas Zimmerman (sinh ngày 5 tháng 1 năm 1981), được biết đến với cái tên deadmau5 (phát âm là "dead mouse"), là nhà sản xuất nhạc điện tử và đồng thời cũng là một DJ đến từ Toronto, Ontario.
Phong cách của Zimmerman rất đa dạng nhưng chủ yếu là các dòng nhạc house. Ngày nay deadmau5 là một trong những DJ được trả cát-xê cao nhất trong giới nghệ sĩ. Anh cũng được đề cử tổng cộng 6 giải Grammy trong sự nghiệp của mình.
Một trong những sở thích của anh là nuôi mèo. Meowingtons là chú mèo anh đang nuôi. Âm nhạc của Deadmau5 rất đa dạng, anh được người hâm mộ gọi anh là phù thủy âm nhạc.
Deadmau5 đang cố gắng và tiếp tục cho ra những sản phẩm âm nhạc chất lượng để phục vụ khán giả.
Ngoài ra, anh được biết đến nhờ những màn chơi khăm hài hước với các DJ nổi tiếng khác.Như Martin Garrix, Nicky Romeo,...